# Foça
Foça là một huyện thuộc tỉnh İzmir, Thổ Nhĩ Kỳ. Huyện có diện tích 204 km² và dân số thời điểm năm 2007 là 30549 người, mật độ 150 người/km².